# Mellum

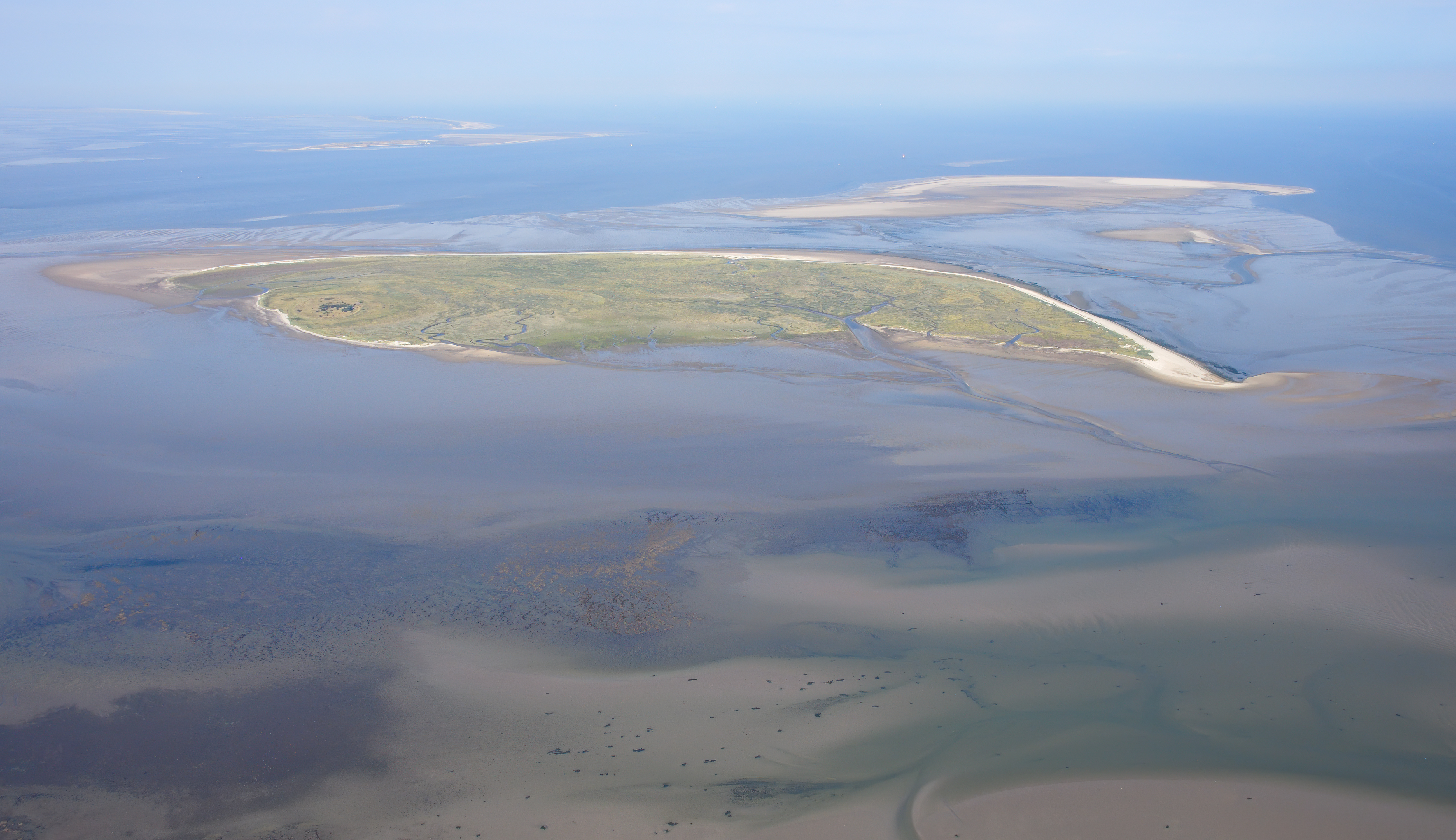
Visto aérea de Mellum

Mellum é uma ilha desabitada que encontra-se ao sudeste de Wangerooge, fora das aglomerações costeiras de Horumersiel e Schillig.
Mellum se formou como uma ilha ao largo da extremidade da península de Butjadingen - que divide as saídas para o mar de Wadden dos rios Jade e Weser - apenas no final do século XIX. É principalmente composta por dunas e pântanos de maré. A influência das correntes marítimas e ventos está constantemente alterando a forma e a posição da ilha, que em 2006 tinha uma superfície total de cerca de 750 hectares (1853 acres).
Foi realizado um melhoramento importante e uma área de alimentação para as aves selvagens. Mellum faz parte do Parque Nacional do Mar de Wadden da Baixa Saxônia, sendo uma zona de proteção da natureza. A única casa da ilha é atualmente utilizada durante os meses de verão, apenas para fins de investigação científica e observação da vida selvagem.